# Televizija u 1999.
◄◄ | ◄ | 1996. | 1997. | 1998. | 1999.  | 2000. | 2001. | 2002. | ► | ►►
Arhitektura • Astronautika • Astronomija • Biologija • Film • Fotografija • Glazba • Kazalište • Kemija • Kiparstvo • Knjige • Književnost • Kršćanstvo • Meteorologija • Medicina • Planinarstvo • Politika • Pravo • Promet • Slikarstvo • Strip • Šport • Televizija • Znanost • Zrakoplovstvo • Željeznički promet
Televizija u 1999.

## Hrvatska i u Hrvata

### Osnivanja i gašenja
- 1. veljače – započinje emitiranje županijske VTV televizije.
- 3. prosinca – započinje emitiranje gradske (kasnije županijske) Kanala Ri.

## Vanjske poveznice
|  | Zajednički poslužitelj ima još gradiva o temi Televizija u $3 |